# Генріх Моєлер
Генріх Моєлер (нім. Heinrich Mäueler; 10 квітня 1920, Зігбург — 1996) — німецький офіцер-підводник, оберлейтенант-цур-зее резерву крігсмаріне.

## Біографія
У квітні 1940 року вступив на флот. З грудня 1941 року — вахтовий офіцер, потім командир човна 38-ї флотилії мінних тральщиків. З 8 червня по 28 жовтня 1942 року пройшов курс підводника. З жовтня 1942 по листопад 1943 року — 2-й вахтовий офіцер на підводному човні U-302, на якому взяв участь у п'яти походах; під час останнього походу потоплено 1 корабель водотоннажністю 4000 тонн. 1—27 грудня 1943 року пройшов курс командира човна, після чого був направлений на будівництво U-1204. З 17 лютого 1944 року — командир U-1204. З 8 серпня по 22 грудня 1944 року вивчав будову човнів типу XXI і був направлений на будівництво U-3020. З 23 грудня 1944 року — командир U-3020. 3 травня 1945 року наказав затопити човен у межах операції «Регенбоген». 8 травня 1945 року взятий в полон британськими військами.

## Звання
- Рекрут (квітень 1940)
- Матрос-єфрейтор (1 лютого 1941)
- Штурмансмат (1 червня 1941)
- Боцманмат (1 грудня 1941)
- Боцман (9 січня 1942)
- Боцман резерву (20 березня 1942)
- Обербоцман резерву (24 квітня 1942)
- Лейтенант-цур-зее резерву (1 березня 1943)
- Оберлейтенант-цур-зее резерву (1 березня 1944)

## Нагороди
- Залізний хрест 2-го класу (22 лютого 1943)
- Нагрудний знак підводника (18 квітня 1943)